# Georg Heinrich Bernstein
Georg Heinrich Bernstein (ur. 12 stycznia 1787 r. w Cospeda; zm. 5 kwietnia 1860 r. w Lubaniu) – niemiecki orientalista i teolog ewangelicki; nauczyciel akademicki związany z uniwersytetami we Wrocławiu i Berlinie.

## Życiorys
Urodził się w 1787 roku w Cospedzie koło Jeny w Turyngii. Po ukończeniu gimnazjum i zdaniu matury podjął studia z zakresu teologii ewangelickiej oraz języków semickich na Uniwersytecie w Jenie. Bezpośrednio po ich ukończeniu związał się zawodowo ze swoją macierzystą uczelnią, w tym po habilitacji w 1811 roku jako privatdozent. Od 1812 roku wykładał literaturę orientalną na stanowisku profesora nadzwyczajnego na Friedrich-Wilhelms-Universität w Berlinie.
Niedługo potem wybrał się w podróż naukową do Wielkiej Brytanii i Holandii. W Londynie studiował sanskryt z Franzem Boppem. Po powrocie w 1819 roku objął profesurę na Królewskim Uniwersytecie Wrocławskim, a w 1821 roku został wykładowcą języków orientalnych. W 1822 roku prowadził wykłady  na temat podstaw sanskrytu. W 1836 roku wyjechał ponownie do Anglii - Oksfordu, a w 1842 roku do Włoch, celem prowadzenia badań naukowych. W latach 1836–1837 pełnił funkcję rektora Uniwersytetu Wrocławskiego. Zmarł w 1860 roku w Lubaniu.
Do jego najważniejszych prac należą:
- De initiis et originibus religionum in oriente dispersarum, Berlin 1816.
- Hitopadeca, Breslau 1823.
- Arabischer Grammatik und Chrestomathie, Götting 1817.
- Über die charklensische Übersetzung des Neuen Testaments, Breslau 1854.
- Chrestomathia syriaca, Leipzig 1832-1836
- Gregorii Bar-Hebrael scholia in librum Jobi, Breslau 1858.